# Синицын, Аким Саввич
Аким Саввич (Савич) Сини́цын (1766 — 2 сентября 1840) — российский генерал-майор корпуса морской артиллерии.

## Биография
Родился в 1766 году, происходил из сдаточных крестьян. В 1778 году поступил на военную службу канониром 2-й степени.
В 1782 году на корабле «Пантелеймон» под командой капитана 1-го ранга Берха был в кампании в Средиземном море до Ливорно и обратно в Кронштадт. В 1785 году произведён в констапели при Кронштадтской артиллерийской команде. В 1786 году командирован в Киев на галеры, приготовлявшиеся для путешествия императрицы Екатерины II в Крым. В 1787 году участвовал в плавании императрицы по Днепру, а затем остался в Херсоне.
В 1788 году на корабле «Владимир», спущенном в присутствии государыни в Херсоне, участвовал в сражении с турецким флотом на Очаковском лимане при взятии в плен неприятельского корабля и фрегата. 14 апреля 1789 года произведён в унтер-лейтенанты, а 1 мая в лейтенанты морской артиллерии и на том же корабле продолжал плавать в Чёрном море.
В кампании 1790 года против турок участвовал 28—29 августа в разбитии неприятельского флота у Гаджибея, а 31 июля 1791 году на корабле «Полтава» был в сражении у мыса Калиакрия.
В 1793—1795 годах Синицын преподавал артиллерию в Херсонском морском корпусе. В 1804—1807 годах командовал береговой артиллерией в Севастополе. В 1808 году произведён в капитаны 1-го ранга с определением советником конторы артиллерийской части в Севастополе и 26 ноября того же года за беспорочную выслугу 25 лет в офицерских чинах награждён орденом св. Георгия 4-го класса (№ 2027 по кавалерскому списку Григоровича — Степанова).
В 1810—1819 годах командовал 5-й артиллерийской бригадой в Севастополе. В 1819 году произведён в цейхмейстеры с чином генерал-майора и назначен управляющим Черноморской артиллерийской экспедицией и командующим морской артиллерией Черноморского флота; в этом качестве принимал участие в русско-турецкой войне 1828—1829 годов. В 1826 году награждён орденом св. Владимира 3-й степени.
В 1832 году назначен управляющим артиллерийской экспедицией интендантства главного управления Черноморского флота и портов. В 1834 году уволен от должности управляющего экспедицией, с оставлением по корпусу морской артиллерии.
3 сентября 1840 года скончался.
Его сын Пётр был адмиралом и также служил в Черноморском флоте.